# Ley antitabaco del Perú
Ley antitabaco del Perú es una ley que regula y restringe el consumo, venta y publicidad de productos hechos con tabaco en el Perú. Fue promulgada el 5 de abril de 2006 oficialmente por la Ley N° 28.705, «Ley General para la Prevención y Control de los Riesgos del Consumo del Tabaco».

## Contenido
Originalmente se estableció una campaña contra el uso del cigarro por el Comité Nacional Permanente de Lucha Antitabáquica.
Esta norma establece que la edad mínima para el consumo del tabaco es de 18 años. La Ley N° 28.705 prohíbe el consumo de tabaco en establecimientos dedicados a la salud o a la educación. Desde 2011, se suprime las "Áreas para fumadores".